# Arescus
Arescus is een geslacht van kevers uit de familie bladkevers (Chrysomelidae).
De wetenschappelijke naam van het geslacht werd in 1832 gepubliceerd door Josef Anton Maximilian Perty.

## Soorten
- Arescus histrio Baly, 1858
- Arescus hypocrita Weise, 1910
- Arescus labiatus Perty, 1832
- Arescus laticollis Weise, 1910
- Arescus vicinus Uhmann, 1926
- Arescus zonatus Weise, 1913